# 弗雷韦妮·海卢
弗雷韦妮·海卢（Freweyni Hailu，2001年2月12日—），埃塞俄比亚女子田径运动员，2022年世界室内田径锦标赛女子800米银牌得主、2024年世界室内田径锦标赛女子1500米金牌得主。